# Cash Money Records
Cash Money Records – amerykańska wytwórnia muzyczna powstała w 1991 roku. Założona przez Birdmana i Slima w Nowym Orleanie.